# 内環状線 (東京都)
内環状線（ないかんじょうせん）は、検討段階にある東京都の広域幹線道路の路線である。高速7号小松川線から高速1号上野線、高速5号池袋線を経て、都市計画道路放射第6号線に沿って高速中央環状線中野坂上方面に至る路線として計画されている。内環（ないかん）と通称される。

## 沿革
1961年に構想が持ち上がり、都市計画協会による1962年の「東京都市高速道路将来計画」では完全な環状の路線として描かれている。しかし、1964年の計画では赤坂見附付近から外回りで両国付近に至る弓状の路線に縮小された。
7号小松川線の両国付近、1号上野線の岩本町付近、5号池袋線の飯田橋付近には、内環状線との接続構造物が存在している。現在も東京都の広域幹線道路網計画、国土交通省の首都圏整備計画等にある計画路線であるが、都市計画決定等はされておらず、事業化される見通しは未定である。